# Zegemeer

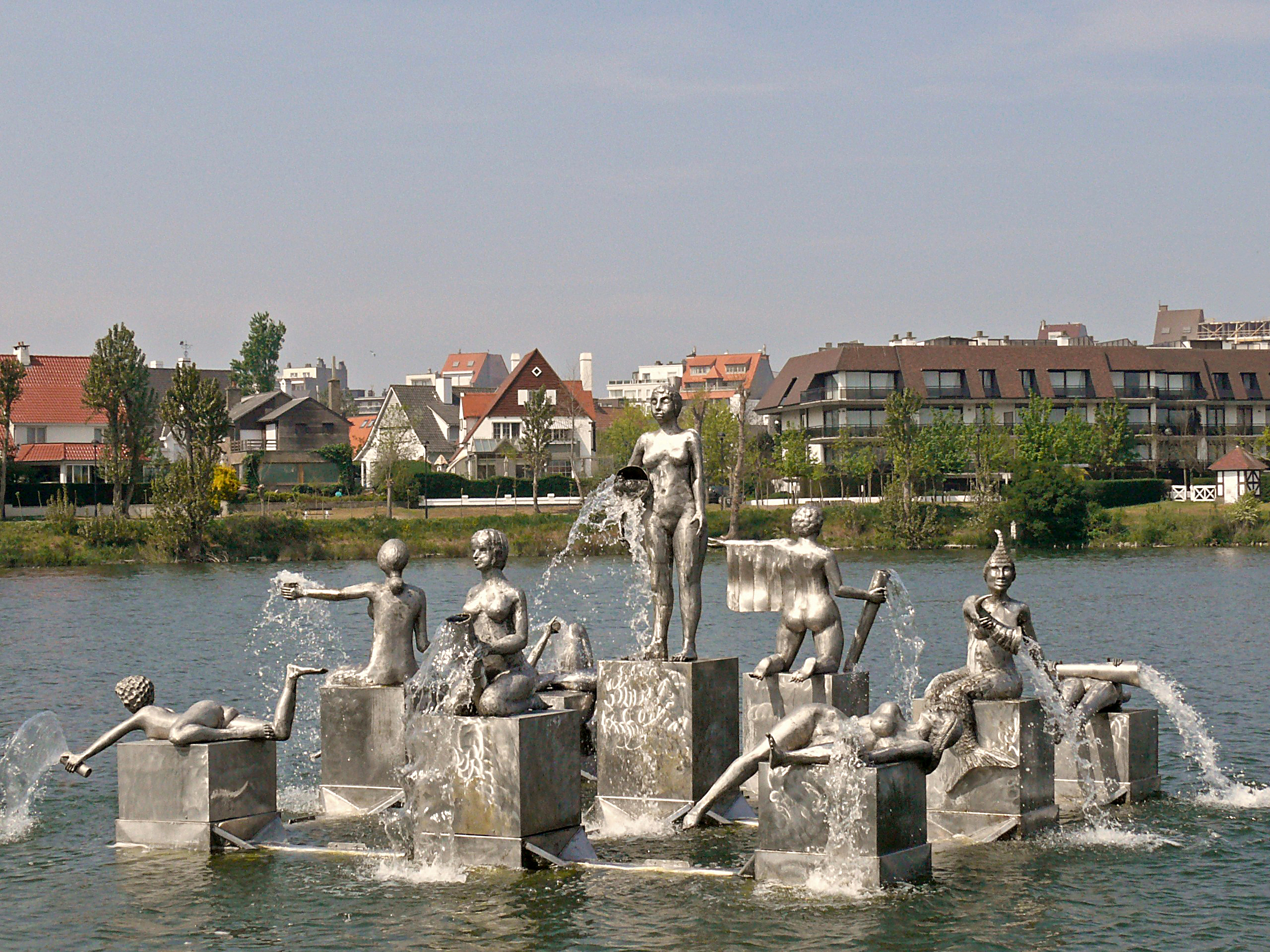
Zegemeer met kunstwerk Ode aan de vrouw

Het Zegemeer is een meertje tussen Albertstrand en Knokke, in de West-Vlaamse gemeente Knokke-Heist.

## Geschiedenis
Hier lag vroeger een grote duinpan die de Lispanne werd genoemd en waarin zich een zoetwaterbron bevond. Deze werd in 1924 door de Société Immobilière Knokke-Balnéaire uitgegraven en in 1925 was het Zegemeer gevormd, vernoemd naar de zege der Geallieerden op het eind van de Eerste Wereldoorlog. Ten noorden van dit meer werd in 1920 één der attracties van het zich ontwikkelende Albertstrand gebouwd, namelijk het Pavillon du Lac (tegenwoordig: La Reserve, een appartementencomplex) met in 1926 de eerste speelzaal van Knokke. Het iets noordelijker gelegen Casino van Knokke kwam in 1932 gereed.
Evenals in het Casino, traden ook in het Pavillon du Lac vele beroemde artiesten op. Ook diverse kunstenaars en intellectuelen verbleven hier.
In 1990 werd door het gemeentebestuur het kunstwerk "Ode aan de vrouw" in het Zegemeer geplaatst. Dit werk in roestvrij staal is van de hand van kunstenaar Jef Claerhout en werd in 1977 aangekocht door Knokke-Heist. Het beeld staat net als het meer zelf op de Inventaris van het Bouwkundig Erfgoed.